# Wu You
Wu You (chiń. 吴优; ur. 17 marca 1984 w Liaoning) – chińska wioślarka.

## Osiągnięcia
- Igrzyska Olimpijskie – Ateny 2004 – ósemka – 4. miejsce[1].
- Mistrzostwa Świata – Eton 2006 – ósemka – 4. miejsce[1].
- Mistrzostwa Świata – Monachium 2007 – ósemka – 8. miejsce[1].
- Igrzyska Olimpijskie – Pekin 2008 – dwójka bez sternika – 2. miejsce[1].